# Búrfell (Þingvallasveit)
Der Búrfell ist ein Berg im Südwesten von Island.

## Geografie
Der Búrfell befindet sich im Nordwesten des Nationalparks Þingvellir und erreicht eine Höhe von 783 m. Nördlich des Bergs liegt der See Myrkavatn, aus dem die Öxará fließt; sie fließt nördlich und östlich des Bergs. Südlich des Búrfell fließt ein Nebenfluss der Öxará.

## Geologie
Es handelt sich um einen Tafelvulkan aus der Eiszeit. Er besteht größtenteils aus Palagonit.

## Wandern
Vom Bauernhof Brúsastaðir aus kann man auf den Berg wandern.